# Надка Голчева
Надка Вангелова Голчева е българска баскетболистка.

## Биография
Родена е на 12 март 1952 година в Чуричени, Петричко. Израства и живее в Петрич, където като ученичка прави първите стъпки в баскетбола при треньора Димитър Сенгелиев. Тренира в баскетболния отбор на „Левски“ и участва в националния отбор. С него печели бронзов медал на Олимпиадата в Монреал (1976) и сребърен медал на Олимпиадата в Москва (1980).